# Тхайса
Тхайса (тай. พระเจ้าท้ายสระ; 1679 — 13 січня 1733) — 31-й володар Аюттхаї у 1709—1733 роках. Відомий також як Санпхет IX. Було встановлено зверхність над Камбоджею, обмежено вплив європейських торговельних компаній. Разом з тим різко збільшено обсяги торгівлі рисом, що сприяв економічному піднесенню Аюттхаї. В його період почалася було покладено початок китайської міграції, яка утворила велику місцеву діаспору.

## Життєпис

### Молоді роки
Походив з династії Банпхлу-Луанг. Старший син Сурійентхратхібоді, принца Мадуа, та Пханваси. Народився 1679 року. Спочатку звався Сурінтракуман. Про молоді роки обмаль відомостей. 1688 року батько призначається упаратою (спадкоємцем), після чого отримав ім'я Пхет. 1703 року Сурійентхратхібоді посів трон Аюттхай. Невдовзі неформально Пхет став важатися спадкоємцем влади. Спокійно успадкував трон 1709 року, що сталося вперше з 1605 року. Прийняв тронне ім'я Пхумінтарача (тай. ภูมินทราชา) та призначив свого брата принца Пхона маха-упаратою (головним спадкоємцем). Згодом взяв також ім'я Санпхет IX.

### Володарювання

#### Зовнішні справи
Підтримав Томмо Рачеа III проти Анг Ема в боротьбі за владу в Камбоджі. Проте 1710 року аюттхайський претендент зазнав поразки від тюа Нгуєн Фук Тю й втік до Аюттхаї. 1711 року надав Томмо Рачеа III нові війська, але той знову був розбити. 1716 року Тхайса наказав своєму полководцю Чао Пхрайя Чакрі зайняти Камбоджу. 1717 року вбитві біля Бантей Мас аюттхайський флот зазнав поразки, але армія 1718 року зайняла камбоджійську столицю Удонг. Проте Анг Ем визнав зверхність Аюттхаї в обмін на визнання Тхайса законним правителем Камбоджі.
Водночас відносини з іспанцями, британцями та французами були проблематичними, і єдиними європейцями, яким вдалося налагодити відносини з Тхайса, були голландці, які перепідписали торговельну угоду. 1715 року погиркався з Імперією Великих Моголів, оскільки відмовився прийняти делегацію від наваба Дауд-хана Панні, що представляв Саїда Хусейн Алі, великого субадара Декану. Цебуло приниження гідності правителя Аюттхаї. Проте Саїд Хусейн Алі, що разом з братом Саїд Хасаном фактично правили замість падишаха Фарук-сіяра, вирішив помститися: наказав захоплювати аюттхайські торговельні судна в Бенгальській затоці.
З іншого боку, торгівля з імперією Цін була дуже успішною. Зростання населення останньої створило великий попит на рис, який постачався з Аюттхаї десь з 1720 року. Це був початок інтенсивного вирощування рису в державі. За короткий час Аюттхая стала одним з найбільших експортерів рису в Південно-Східній та Східній Азії. В свою чергу у великій кілкьості стала завозитися китайська порцеляна продукція.

#### Внутрішні справи
У 1712 році на чоліі з буддійським ченцем повстало монське місто М'єй на сході. Лише 1713 року вдалося його приборкати. Водночас військо Аюттхаї змусило царство Паттані на півдні також підтвердити свою залежність та сплачувати данину.
Зі зростанням китайського торговельного впливу в країні він призначив китайця на посаду пхракланга (міністра фінансів), внаслідок чого незабаром китайці змогли монополізувати більшу частину торгівлі Аюттхаї. Китайці також оселилися в Накхонсітхаммараті та взяли під контроль прибуткові олов’яні шахти в цьому районі, замінивши голландців, якіщеза батька Тхайса були змушені закрити свої місцеві факторії. На момент смерті Тхайса в його державі мешкало 30 тис. китайців. Також  володар доручав високі державні посади сановникам іншого іноземного походження, зокрема, що належали до перських та індійських родин.
Його правління ознаменувалося також прокладанням багатьох каналів (як-от той, що прорізав широку вигину річки Чаопхрая, утворивши річковий острів Ко Крет) і «великих морських суден»,що сприяло землеробству та торгівлі. Аюттхая вивозила багато живих слонів. наказав перенести Лежачого Будду (Па Мока) до сучасної провінції Анг Тонг, яка була схильна до затоплення під час повеней.
У 1730 році видав указ, який забороняв католицьким місіонерам хрестити і навертати тайців до християнства, а також читати месу тайською мовою. Ймовірно це відбулося під впливом частини знаті та буддійського чернецтва.
У 1732 році, коли Тхайса був вже смертельно хворий, він оголосив спадкоємцем Апхаї, оскільки його старший брат Нарентон був буддійським ченцем. Це спричинило повстання молодшого сина Порамета, до якого долучився упарата Пхон, який зумів перемогти своїх небожів і посів трон як Боромакот.
Згідно архівів французького єпископства Тхайса мав абсцес у роті чи горлі, згідно «Хроніки Ауттхаї» мав хворобу язика. Тому часто припускали, що у нього міг бути рак ротової порожнини, який міг бути пласкоклітинним раком. Він довго страждав від цієї хвороби до своєї смерті 1733 року.

## Характер
Дуже любив риб — срібних барбусів, тому заборонив ловити їх нікому, крім себе, інакше їх оштрафували б, і він любить часто ловити їх в басейні біля палацу Баньонґраттанат, куди він регулярно приїждив. За це він отримав своє прізвисько Тхайса — «Володар біля басейну» — та епітет Кхун-Луанг Тхонгпла («Володар-рибалка» тай. ขุนหลวงทรงปลา).